# Look over Your Shoulder
Look over Your Shoulder è un singolo del rapper statunitense Busta Rhymes pubblicato il 29 ottobre 2020.
Partecipa al brano il rapper Kendrick Lamar. 

## Tracce
1. Look over Your Shoulder (feat. Kendrick Lamar) – 4:08